# Dominique Delestre

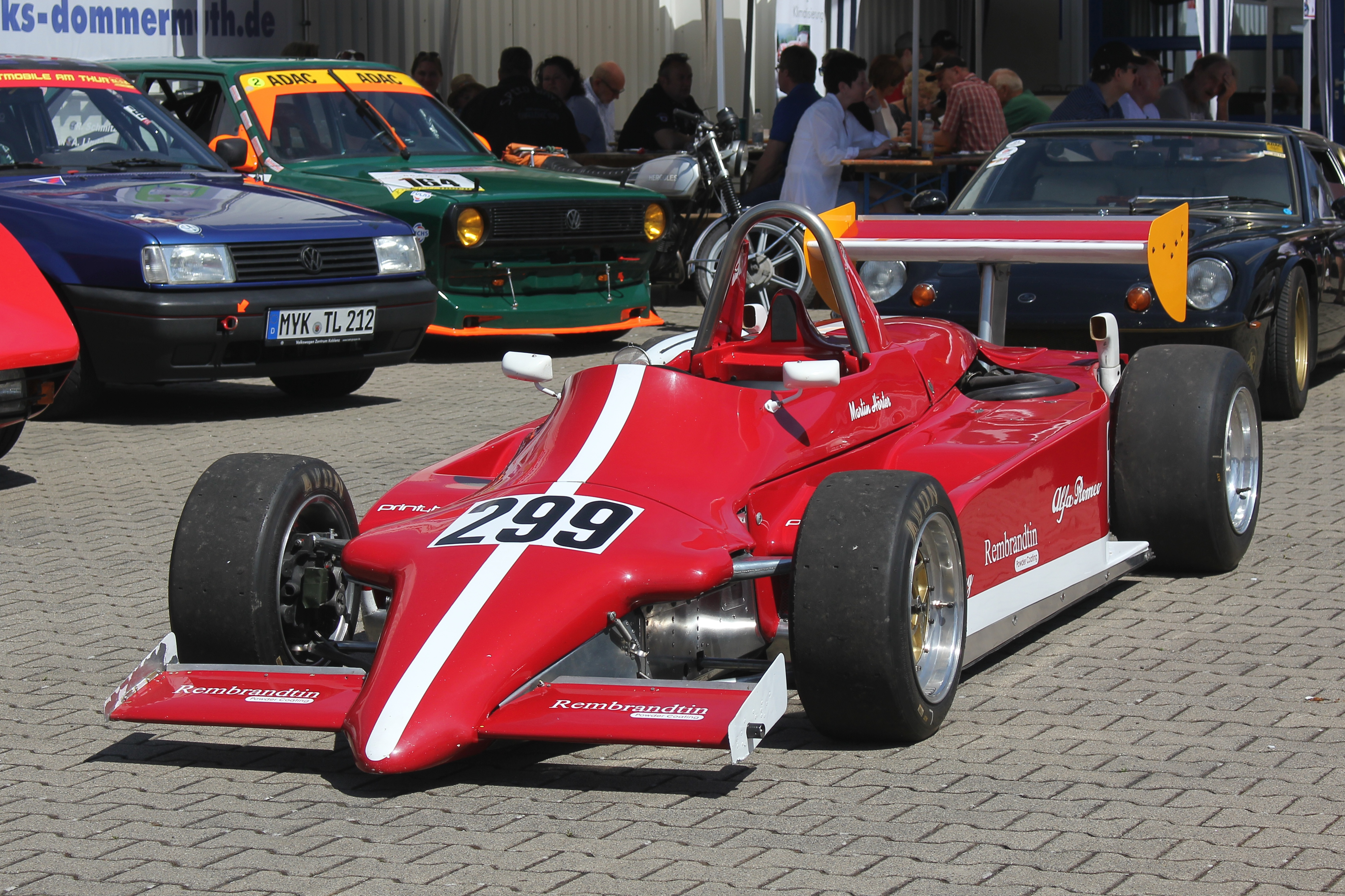
Mit einem Ralt RT3 ging Dominique Delestre 1984 in der französischen Formel-3-Meisterschaft an den Start

Dominique Delestre (* 18. Februar 1955 in Nancy) ist ein französischer Unternehmer sowie ehemaliger Autorennfahrer und Rennstallbesitzer. 

## Karriere als Rennfahrer
Die internationale Fahrerkarriere von Dominique Delestre begann 1980 in der französischen Formel-Renault-Meisterschaft. Nach zwei Jahren in dieser Meisterschaft wechselte er 1982 in das Formel-Renault-Turbo-Championat, wo er 1982 Gesamtzehnter und 1983 Gesamtneunter wurde. 
1984 stieg er in die französische Formel-3-Meisterschaft ein. Er fuhr einen Ralt RT3 und erreichte am Ende der Saison den neunten Meisterschaftsendrang (Meister Olivier Grouillard). 1985 ging er für Eddie Jordan Racing, das Team des früheren irischen Rennfahrers Eddie Jordan, an den Start. Diesmal beendete er die Meisterschaft an der fünften Stelle der Endwertung; Gesamtsieger wurde Pierre-Henri Raphanel. 
Beim ersten Rennen der Formel-3000-Saison-1986 am 13. April in Silverstone kollidierte Delestre in der Anfangsphase des Rennens auf regennasser Fahrbahn im March 85B mit dem March von Thierry Tassin auf der Start-und-Ziel-Geraden. Der Unfall war so heftig, dass das Rennen abgebrochen werden musste. Delestre erlitt schwere Verletzungen und konnte ein Jahr lang keine Rennen bestreiten. Sein Comeback gab er im Juni 1987 beim 24-Stunden-Rennen von Le Mans, wo er einen WM P87 für Welter Racing fuhr. Der Wagen, dessen Cockpit er sich mit Philippe Gache und Roger Dorchy teilte, fiel nach einem überhitzten Zylinder am Peugeot-Motor aus. Nach einigen weiteren Einsätzen in der Formel 3000 beendete er Ende der Saison 1989 seine aktive Karriere.

## Apomatox-Formel-3000-Team
Nach dem Ende seiner Fahrerkarriere wurde Delestre Rennstallbesitzer. Apomatox war ein Formel-3000-Team, das 1999 von Alain Prost übernommen wurde.

## Unternehmer
2006 gründete Delestre die Sociéte Apole, ein Unternehmen, das Formel-1-Modelle von Ferrari und Renault Sport F1 Team im Maßstab 1 : 6 herstellte.

## Statistik

### Le-Mans-Ergebnisse
| Jahr | Team        | Fahrzeug | Teamkollege    | Teamkollege  | Platzierung | Ausfallgrund       |
| ---- | ----------- | -------- | -------------- | ------------ | ----------- | ------------------ |
| 1987 | WM Secateva | WM P87   | Philippe Gache | Roger Dorchy | Ausfall     | Zylinder überhitzt |

### Einzelergebnisse in der Sportwagen-Weltmeisterschaft
| Saison | Team          | Rennwagen | 1   | 2   | 3   | 4   | 5   | 6   | 7   | 8   | 9   | 10  |
| ------ | ------------- | --------- | --- | --- | --- | --- | --- | --- | --- | --- | --- | --- |
| 1987   | Welter Racing | WM P78    | JAR | JER | MON | SIL | LEM | NÜN | BRH | NÜR | SPA | FUJ |
| 1987   | Welter Racing | WM P78    |     | DNF |     |     |     |     |     |     |     |     |